# Bożena Kolarz
 Bożena Natalia Kolarz (ur. 1933, zm. 4 sierpnia 2019) – polska inżynier chemii.  Od 1987 profesor na Wydziale Chemicznym Politechniki Wrocławskiej.
Absolwentka z 1956 Politechniki Wrocławskiej. Stopień doktora nauk chemicznych uzyskała w 1966, a doktora habilitowanego w 1981. Otrzymała za swoją pracę Medal Komisji Edukacji Narodowej, Krzyż Kawalerski Orderu Odrodzenia Polski, Złoty Krzyż Zasługi, Złotą Odznakę Politechniki Wrocławskiej. Pogrzeb odbył się 9 sierpnia 2019 na Cmentarzu św. Wawrzyńca we Wrocławiu. 

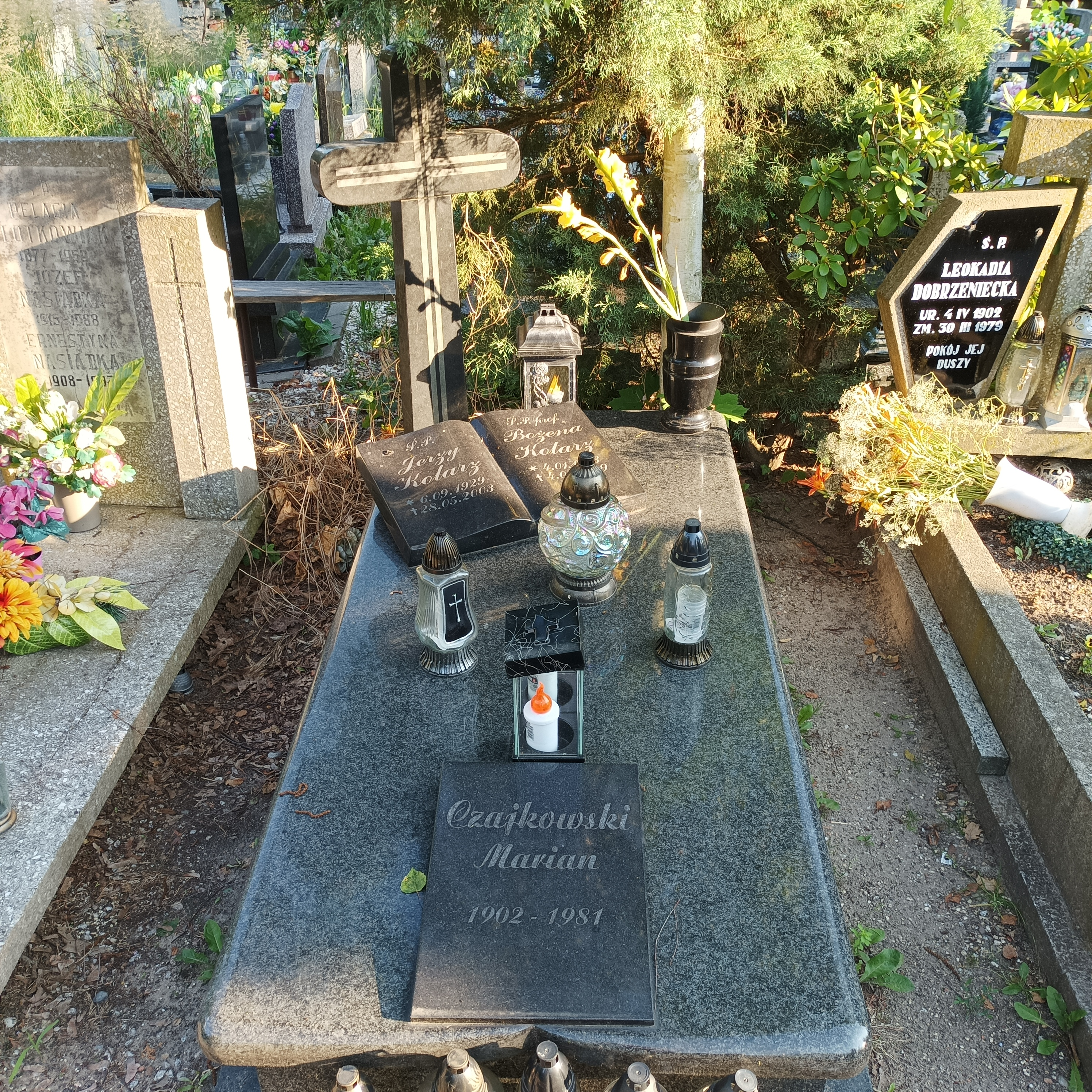
Grób prof. Bożeny Kolarz na Cmentarzu św. Wawrzyńca we Wrocławiu